# 帕爾米拉 (古巴)
帕爾米拉（Palmira）是古巴的城市，位於該國中部，属西恩富戈斯省，始建於1879年，面積318平方公里，海拔高度60米，2004年人口33,153，人口密度為每平方公里104.3人。